# Esprit (surnaturel)
Pour les articles homonymes, voir Esprit (homonymie).
 (août 2014).
- Si vous ne connaissez pas le sujet, laissez ce bandeau (vous pouvez alors contacter les auteurs).
- Si vous supprimez le contenu mis en cause (vous pouvez préalablement contacter les auteurs),

argumentez précisément cette suppression dans la page de discussion
(un manque de référence n'est pas un argument ; une recherche réelle de référence doit avoir été effectuée, être formellement documentée).
Un esprit — au sens où ce mot est employé dans le folklore et en ethnographie, par les occultistes ou les spirites — est un « être immatériel », un « agent surnaturel », l'« âme de personne décédée », une « entité invisible » ou l'« âme de personne gravement souffrante ».
Un esprit aurait donc une forme d'existence et une forme de pensée, il existerait sans pour autant être couramment visible ; souvent, les traditions populaires le dotent de pouvoirs merveilleux et d'influences plus ou moins occultes sur le monde physique.

## Typologie
On peut classer les « esprits » en fonction de la science qui les étudie : anges et démons relèvent de la théologie, spectres et fantômes relèvent de la métapsychique, les fées, les gnomes relèvent du folklore, les âmes des morts relèvent du culte des morts, du spiritisme, de la magie, de la nécromancie… Mais, souvent, l'hésitation vient[réf. souhaitée]. Justin, par exemple, au IIe siècle considère que les démons dont parlent les Évangiles sont des âmes désincarnées.[citation nécessaire]
On[Qui ?] peut aussi privilégier l'approche historique. Les textes médiévaux sont remplis d'esprits planétaires (qui résident dans les planètes), d'esprits angéliques (anges, archanges, anges gardiens…), d'esprits de la nature (ondines, sylphes…), d'esprits des lieux…
Les esprits sont souvent classés[Par qui ?] en fonction des mondes qu'ils habiteraient : le monde souterrain, la Terre, le monde atmosphérique ou le ciel.
On[Qui ?] les classe aussi en bons et mauvais ou neutres : le mot « diable » est péjoratif, mais le mot « démon » change de valeur.
Au XVIIe siècle, les esprits comprennent : anges, démons et âmes désincarnées. Dom Calmet, un spécialiste du sujet, déclare écrire « sur les apparitions des anges, du démon et des âmes séparées des corps ». Le dictionnaire Lalande emboîte le pas : « Dieu, les anges, les démons, les âmes des hommes désincarnées après la mort sont des esprits ».
Les « esprits de la nature » seraient les élémentaux, les esprits liés aux quatre éléments (gnomes pour la terre, ondines pour l'eau, sylphes pour l'air, salamandres pour le feu), mais aussi les génies des lieux, car il peut y avoir des esprits malveillants.

## Historique en Occident

### Période antique

#### Grecs
Hésiode, au VIIIe siècle av. J.-C., dans sa Théogonie, distingue cinq catégories de puissances : les démons supérieurs ou dieux (race d'or), les démons inférieurs (race d'argent), les morts de l'Hadès (race de bronze), les héros sans promotion posthume, enfin les hommes du passé (race de fer).

« C'est Hésiode qui, le premier, de manière nette et déterminée, a recensé quatre genres d'êtres doués de raison : les dieux, ensuite les démons, ensuite les héros, et, en plus de tous ceux-là, les hommes. Opérant un tri parmi eux, il semble bien qu'il admet une transformation de la race d'or en une multitude de bons démons et des demi-dieux en héros. »

— Plutarque, De la disparition des oracles, 10 : « Dialogues pythiques », Garnier-Flammarion, 2006, p. 161.
Pythagore voit des âmes ou esprits partout, elles sont des parcelles détachées de l'éther :

« L'air en sa totalité est rempli d'âmes, et ces âmes sont appelées démons et héros. »

— Diogène Laërce, VIII, 32, Le livre de poche p. 966.
Pythagore distingue quatre types d'entités spirituelles : dieux, héros, démons, humains. Les dieux sont des âmes immortelles, les humains des âmes mortelles. Les dieux habitent les astres, les héros glorieux l'éther, les démons la terre. Les héros sont des demi-dieux.

« En premier lieu, honore les dieux immortels, selon le rang qui leur est assigné par la loi.

Révère aussi le Serment. Ensuite, honore les héros glorieux

Et les démons terrestres en accomplissant les prescriptions de la loi.

Honore aussi tes parents et ceux qui sont nés dans ta parenté. »

— Vers d'or pythagoriciens, 1-4.
Platon, dans le Timée, un peu comme Hésiode, énumère dieux, démons, habitants de l'Hadès, héros et hommes du passé.

#### Romains
Les Romains admettent dieux, déesses, mânes (âmes des morts), lares (esprits tutélaires protégeant maisons, etc.), génies (esprits présidant à la destinée d'un lieu, d'un groupe, d'un individu), lémures (spectres de morts)…
Les théologiens portent leur réflexion sur les anges à partir du IIIe siècle, avec Origène, les Cappadociens (Grégoire de Nazianze, Grégoire de Nysse, Basile de Césarée).
Saint Justin (IIe siècle), le premier, voit dans les dieux du paganisme des envoyés du démon (Apologies, I, 5, 25-27). Il sera suivi par quantité de théologiens, dont Tertullien (De spectaculis), Lactance (IVe siècle).
Le néoplatonicien Porphyre de Tyr (vers 260) se demande avec prudence comment distinguer les êtres divins de haut rang (dieux, archanges, anges, démons, héros, archontes du cosmos ou de la matière) de simples âmes, sans parler des esprits malins (antitheoi).

« Tu [toi, Porphyre de Tyr] t'enquiers de ce qui manifeste la présence d'un dieu, d'un ange, d'un archange, d'un démon ou de quelque archonte [gouverneur de planète] ou d'une âme. D'un mot, je prononce que les manifestations s'accordent à leurs essences, puissances et activités… D'une seul espèce sont les apparitions des dieux ; celles des démons variées ; celles des anges, plus simples que celles des démons, mais inférieures à celles des dieux ; celles des archanges, plus proches des causes divines ; quant à celles des archontes, si tu entends par là les maîtres du monde qui administrent les éléments sublunaires, elles sont variées, mais rangées en ordre… »

Les anges et archanges païens sont perses d'origine.
Saint Augustin assimile les anges à la lumière incréée, issue du Verbe, il pense que les démons ont un corps aérien, il tient les faunes pour des enfants monstrueux entre femmes et diables.
Martianus Capella décrit au Ve siècle un monde peuplé d'esprits, satyres, etc. :

« Les lieux inaccessibles aux hommes sont peuplés d'une foule de créatures très anciennes qui habitent les forêts, les bois, les sanctuaires sylvestres, les lacs, les sources et les fleuves. »

— De nuptiis Philologiae et Mercurii (« Les noces de la Philologie et de Mercure »), II, 35.
Dans son Commentaire sur le Timée (439), Proclus admet neuf niveaux de réalité : Un, être, vie, esprit, raison, animaux, plantes, êtres animés, matière première. Il pose une hiérarchie des dieux en neuf degrés : 1) l'Un, premier dieu ; 2) les hénades ; 3) les dieux intelligibles ; 4) les dieux intelligibles-intellectifs ; 5) les dieux intellectifs ; 6) les dieux hypercosmiques ; 7) les dieux encosmiques ; 8) les âmes universelles ; 9) les anges, démons, héros (selon Pierre Hadot).
Le pseudo-Denys l'Aréopagite, vers 490, influencé par Proclos et saint Paul, fait une classification des esprits célestes en trois triades constituant ainsi les neuf chœurs célestes (du haut vers le bas) : Séraphins, Chérubins, Trônes, Seigneuries, Puissances, Dominations, Principautés, Archanges et Anges.

### Moyen Âge
Michel Psellos, grand savant byzantin du XIe siècle, énumère six catégories de démons dans un célèbre traité utilisé par Ronsard : Traité par dialogue de l'énergie ou opération des diables (trad. 1511). Il admet : esprits ignés, esprits aériens, esprits terrestres, esprits aquatiques, esprits souterrains, esprits ténébreux.
Honoré d'Autun (Honorius Augustodunensis) (1075-1157), dans son Elucidarium (traduit en français en 1954), admet comme esprits : anges, démons, âmes désincarnées. Il soutient que « les anges ont un corps d'éther, les démons d'air, les hommes de terre ».
Dans son roman en prose Merlin (XIIe siècle-XIIIe siècle), Robert de Boron présente son héros comme fils d'une vierge et d'un diable, qui est donc un incube, un démon sexuel.
Le roman de Huon de Bordeaux (début du XIIIe siècle) mêle deux catégories d'esprits : les esprits dont parlent les théologiens (anges, démons…), les esprits dont parlent les conteurs (nains, géants, ogres, animaux maléfiques…).
La faculté de théologie de Paris, en 1398, 1241, 1270, 1277, condamne la thèse selon laquelle, outre Dieu, existeraient d'autres entités éternelles.

### Renaissance
Paracelse compte sept races de créatures sans âme : les génies à forme humaine mais sans âme ni esprit (inanimata) des Éléments, les géants et les nains, les nains sur la terre.
Il croit aux génies des quatre Éléments. La Terre, par génération spontanée, produit des nains qui gardent les trésors sous la montagne ; l'Eau produit les ondines ; le Feu, les salamandres ; l'Air, les elfes. Ensuite viennent les géants et les nains issus de l'air, mais qui vivent sur la terre. Le livre s'appelle « Le livre des nymphes, des sylphes, des pygmées, des salamandres et de tous les autres esprits » (Liber de Nymphis, sylphis, pygmaeis et salamandris et de caeteris spiritibus)

« Le mot inanimatum désigne six familles d’hommes sans âme… Ces hommes sans âme sont d’abord ceux des quatre familles qui habitent les quatre Éléments : les nymphes, nymphae, filles de l’eau ; les fils de la terre, lémures, qui habitent sous les montagnes ; les esprits de l’air, gnomi ; les génies du feu, vulcani. Les deux autres familles sont composées d’hommes qui sont également nés sans âme ; mais qui, comme nous, respirent en dehors des Éléments. Ce sont d’une part les géants et d’autre part les nains qui vivent dans l’ombre des forêts, umbragines… Il existe des êtres qui demeurent naturellement au sein d’un même Élément. Ainsi le phénix, qui se tient dans le feu comme la taupe dans ta terre. Ne soyez pas incrédules, je le prouverai ! Quant aux géants et aux nains de la forêt, ils ont notre monde pour séjour. Tous ces êtres sans âme sont produits à partir de semences qui proviennent du ciel et des Éléments, mais sans le limon de la terre… Ils viennent au monde comme les insectes formés dans la fange [par génération spontanée]. »

— Paracelse, La grande astronomie. Astronomia magna (1537), trad., Dervy, 2000, p. 159-160.
Les Germains développent une « étonnante prolifération de créatures surnaturelles » : géants primordiaux (qui ont personnifié « les grandes forces surnaturelles »), les nains (qui « sont les morts »), les elfes (alfes), les trölls (« morts gigantesques »), les landvaettir (« divinités tutélaires des lieux »), les disir, la fylgja (« figure féminine qui suit ou accompagne chaque être humain et incarne son destin »), hamr (« forme que porte chacun de nous et qui s'évade de son support »), hamingja (forme appliquée à la famille entière), hugr (« esprit du monde »).
Jean Wier est un spécialiste de sorcellerie, avec son De praestigiis daemonorum ac incantationibus (1563). Il range les démons selon leur nature élémentaire (de feu, d'eau, d'air, de terre, souterrains), selon leur habitat (démons des quatre points cardinaux, démons diurnes, nocturnes, sylvestres, montagnards, champêtres, domestiques).

### XVIIesiècleet suivants
L'abbé Henri de Montfaucon de Villars, dans son roman, Le comte de Gabalis ou Entretiens sur les sciences occultes (1670), met en correspondances démons et Éléments, et il simplifie Psellus, poursuit Paracelse. Les sylphes sont d'air, les ondins d'eau, les gnomes de terre, les salamandres de feu.

« L'air est plein d'une innombrable multitude de peuples [les Sylphes] de figure humaine, un peu fiers en apparence, mais dociles en effet : grands amateurs des sciences, subtils, officieux aux sages, et ennemis des sots et des ignorants. Leurs femmes et leurs filles sont des beautés mâles, telles qu'on dépeint les Amazones… Sachez que les mers et les fleuves sont habités de même que l'air ; les anciens Sages ont nommé Ondins ou Nymphes cette espèce de peuple… La terre est remplie presque jusqu'au centre de Gnomes, gens de petite stature, gardiens des trésors, des minières et des pierreries… Quant aux salamandres, habitants enflammés de la région du feu, ils servent aux philosophes. »

— Henri de Montfaucon de Villars, Le comte de Gabalis ou Entretiens sur les sciences occultes, p. 45-48.
| Créature   | Élément selon Paracelse | Élément selon l'Abbé de Villars |
| ---------- | ----------------------- | ------------------------------- |
| Ondine     | Eau                     | Eau                             |
| Gnome      | Terre                   | Terre                           |
| Salamandre | Feu                     | Feu                             |
| Phénix     | Feu                     |                                 |
| Elfe       | Air                     |                                 |
| Sylphe     |                         | Air                             |
| Nymphe     |                         | Eau                             |

Descartes, rationaliste, entend par « esprits animaux » un terme de physiologie, des corpuscules composés des parties « les plus vives et les plus subtiles » du sang, et qui, en circulant du cerveau au muscle, meuvent le corps (Discours de la méthode, V) (1637). Ce ne sont donc pas des entités, c'est l'influx nerveux.
Dans le spiritisme codifiée par Allan Kardec, le mot « esprits » désigne les âmes des défunts, avec lesquelles un médium peut entrer en communication. Le premier livre de Kardec a pour titre : Le livre des Esprits contenant les principes de la doctrine spirite sur l'immortalité de l'âme, la nature des esprits et leurs rapports avec les hommes ; les lois morales, la vie présente, la vie future et l'avenir de l'humanité. Selon l'enseignement donné par les Esprits supérieurs à l’aide de divers médiums recueillis et mis en ordre par Allan Kardec (1857). Il y affirme ceci :

« Les Esprits revêtent temporairement une enveloppe matérielle périssable, dont la destruction, par la mort les rend à la liberté. Parmi les différentes espèces d’êtres corporels, Dieu a choisi l’espèce humaine pour l’incarnation des Esprits arrivés à un certain degré de développement, c’est ce qui lui donne la supériorité morale et intellectuelle sur les autres. L’âme est un Esprit incarné dont le corps n’est que l’enveloppe. Il y a dans l’homme trois choses : 1° le corps ou être matériel analogue aux animaux, et animé par le même principe vital ; 2° l’âme ou être immatériel, Esprit incarné dans le corps ; 3° le lien qui unit l’âme et le corps, principe intermédiaire entre la matière et l’Esprit. »

Edward Tylor, un des fondateurs de l'anthropologie, a avancé, en 1871, la notion d'animisme pour donner, selon lui, « une définition rudimentaire de la religion », et il pose comme « définition minimale de la religion la croyance en des êtres spirituels, cela dans le cadre de l'évolutionnisme » :

« Je propose donc d'examiner ici, sous le nom d'animisme, la doctrine profondément enracinée des êtres spirituels… L'animisme caractérise les tribus se situant très bas dans l'échelle de l'humanité et de là il s'élève (…) jusqu'au cœur de la plus haute culture moderne. »

## Hors Occident

### Afrique subsaharienne
Selon Pierre Alexandre, en Afrique subsaharienne, 

« le terme un peu vague d’"esprit" sert à désigner toute une collection d'entités immatérielles, possédant en général un certain nombre des attributs de la personne humaine, mais pas tous, et, d'abord, pas d'enveloppe corporelle concrète... Tout d'abord les "esprits des morts"... Une autre catégorie répandue est celle des "esprits de brousse", personnification fréquente des forces de la nature... Sahara, les frits (dangereux). Les "génies" sont une catégorie qui tient souvent des deux autres : il arrive qu'un mort puisse devenir génie. Ils sont plus personnalisés que les esprits de la nature... Les religions œcuméniques ont ajouté quelques nouveautés — anges, Djinn, Éfrit, démons — au catalogue des esprits africains. »

Pour Ernst Dammann, aux esprits de la nature, qui comprennent « un grand nombre d'esprits protecteurs des maisons, des agglomérations, des professions et des classes sociales », il faut ajouter « les esprits animaux » (par exemple les esprits rattachés aux girafes chez les Nuers), « les esprits auxiliaires » (« qui se trouvent dans les tambours, les calebasses, les corbeilles, etc. »), certains héros civilisateurs.

### Amérindiens
Concernant les Amérindiens, selon A. Métraux : 

« On a recueilli dans la région tropicale quelques renseignements sur un esprit du maïs... Il existe dans ces régions un autre esprit, celui du cassave... À l'Est des Andes, les Indiens possèdent une flore luxuriante d'esprits végétaux... Les "esprits des buissons" de l'Amérique du Sud sont en partie des génies sylvestres, en partie des esprits d'arbres particuliers... La religion des Indiens sud-américains des tropiques se caractérise notamment par l'abondante ramification de la croyance aux esprits...
La plupart des esprits sont représentés sous une forme humaine aux traits un peu monstrueux : ils sont velus, peut-être, ou ils ont les sourcils trop saillants, ou deux têtes ; il se peut qu'ils n'aient pas d'articulation aux genoux, ou qu'ils adhèrent l'un à l'autre comme des frères siamois. Parfois ils ont l'apparence de squelettes ou de crânes. »

En principe les mêmes représentations se retrouvent en Amérique du Nord, bien qu'elles n'y dominent pas la religion au même degré que dans les jungles tropicales de l'Amérique du Sud... La croyance en un génie tutélaire personnel, dont on peut hériter ou que l'on peut acquérir par une vision et qui dans certains cas s'achète ou se cède, existe dans les deux Amériques.
En Mésoamérique, le nahual, à la fois humain et animal (ou divin) est un esprit tutélaire. Esquimaux d' Alaska, filets à pêcher les esprits.
Chez les Lakotas, la pratique de la quête de vision permet d'entrer en communication avec les esprits.

### Bouddhisme
Dans le Bouddhisme theravāda, le bouddhisme originel, celui du Bouddha historique et de la tradition des Anciens, theravâda (Sri Lanka, Cambodge, Laos, Birmanie, Thaïlande), admet jusqu'à 31 plans d'existence avec, du plus bas vers le plus haut : les êtres des enfers, les esprits faméliques (petâ), les demi-dieux (asurâ), les divinités (devâ) dont les brahmâ (aux plans 12-14). S'ajoutent des divinités terrestres mineures comme les génies (yakkhâ et yakkhinî), les serpents (Nâgâ), ce sont les esprits associés à la nature, ou les esprits d'ancêtres ou les dieux indiens, les dieux locaux et les héros mythologiques ou historiques.

### Haïti
En Haïti (cas du vaudou) : 

« On a quelque peine à construire une théologie vaudou... Les esprits, grands et petits, envahissant les cérémonies, captent toute l'attention des fidèles... Les uns sont d'anciennes divinités africaines qui ont conservé leur prestige, les autres à la personnalité falote ne méritent que le nom de génies ou de démons. Ces êtres surnaturels dont le culte est l'objet essentiel du vaudou sont appelés lwa, 'mystères' (mistè) et, dans le Nord d'Haïti, "saints" ou 'anges'... À côté d'eux figurent les Jumeaux, qui détiennent un grand pouvoir, et les 'morts', qui exigent des sacrifices et des offrandes et exercent une action directe sur le sort des vivants. »

### Islam
Dans l'Islam, le Coran a un verset évoquant la science de l'esprit comme une science réservée exclusivement à Dieu :

« Et ils t'interrogent au sujet de l'Esprit.
- Dis : « L'esprit relève de l'Ordre de mon Seigneur ».
Et il ne vous a été donné que peu de science. »

— Le Coran : Sourate 17, verset 85.

### Japon
Au Japon : les kami. 

« Dans les cultes du Shintô, la religion originelle des Japonais, le mot de kami sert à désigner tous les esprits divins, considérés comme "supérieurs" à la condition humaine. D'après la tradition, ils seraient au nombre de 88 millions (chiffre indiquant l'infinité). La mythologie du Shintô distingue plusieurs sortes de kami, ceux qui sont réputés "célestes" (amatsu-kami) comme Amaterasu Ômmikami, et ceux qui sont qualifiés de "terrestres" (kunitsu-kami) comme Ôkuninushi no Mikoto. Sont également considérés comme kami les êtres d'exception, ainsi divinisés après leur mort, comme Sugawara no Michizane ou Ojin Tenno... Par ailleurs, les kami, qui sont normalement vénérés (non adorés) dans des sanctuaires peuvent habiter des sites naturels, rochers, montagnes, fleuves, etc. et protègent montagnes (yama no kami), champs (ta no kami), ou chemins (sae no kami). Ces "kami terrestres" demeurent donc dans le monde »

### Mésopotamie
En Mésopotamie, les Assyro-Babyloniens admettent dieux (ilum), génies des planètes, dieux des ancêtres (ilû abbêni), dieux personnels (ilîni), esprits des morts (etemmû), quantité de démons (utukkû).

### Mongolie
En Mongolie (cas des Bouriates) : les spécialistes du chamanisme mongol ont proposé « un classement des diverses entités peuplant la surnature des Mongols ».
Les Mongols bouriates admettent : tenger (ciels atmosphériques et esprits qui y résident), ancêtres (maîtres des lieux et des eaux), zajaan (esprits des défunts victimes de mort non naturelle), esprits issus d'âmes des morts. De plus, les chamanes connaissent : les auxiliaires (esprits zoomorphes, protecteurs), les udxa (ces esprits protecteurs du chamane envisagés collectivement en tant que lignée ou ascendance chamanique), les fauteurs de trouble (ongon), les âmes errantes de morts récents, les fondateurs mythiques et ancêtres légendaires (tels Buxa Nojon, Dajan Deerx), les esprits-maîtres locaux (de la forêt, d'une localité).

### Sibérie
En Sibérie (cas des Toungouses), dans le cadre du chamanisme et même « antérieurement à l'établissement du chamanisme », « les esprits-maîtres sont les "maîtres" de certaines espèces animales, des territoires où gîte le gibier, de phénomènes naturels comme le feu la foudre, le vent, etc. ».
Les Toungouses s'adressent à divers esprits, sans l'intermédiaire du chamane : esprit-maître du feu, esprit-maître de la forêt, esprit-maître de l'eau, esprits-maîtres des territoires claniques, esprits-maîtres des sites, esprits-maîtres des territoires mythiques. Le chamane toungouse, lui, s'adresse aux esprits chamaniques : ancêtres chamaniques, esprits zoomorphes serviteurs du chamane, esprits susceptibles d'être maîtrisés par le chamane (ce qui exclut la grande divinité céleste et les esprits-maîtres du feu, de la forêt et de l'eau).

### Tibet
Au Tibet (cas du lamaïsme) : « Classification tibétaine des esprits de la nature en huit types d'êtres : dieux mineurs, seigneurs de la mort, démons nuisibles, mères courroucées, démons des rochers, esprits-rois, esprits des richesses naturelles et esprits des eaux ».

## Dans les temps modernes
Dans la société actuelle, le concept de 'l'esprit" a connu quelques changements. Avec le cinéma, les nouveaux mediums, les témoignages, le spectaculaire. L'esprit a toujours fait parler de lui et de plus en plus de sceptiques par rapport à l'idée que des esprits nous regardent[incompréhensible].
Il y une séparation entre les personnes spirituelles ayant vécu des expériences, et les personnes sceptiques sur tout ce phénomène de "croyance". L'esprit a été étroitement lié à la religion pendant longtemps et la perte de la pratique religieuse a fait naître de plus en plus de personnes dubitatives. 
Il existe pourtant encore beaucoup de contenu qui intéressent beaucoup de monde. C'est un sujet qui passionne car il nous fait poser des questions existentielles. Il peut donc être enrichissant de connaître des témoignages sur des expériences vécues et racontées.

## Interprétation
Les théologiens chrétiens regardent les esprits comme des démons, des anges déchus. Ainsi, saint Augustin assimile les démons du paganisme gréco-romain aux anges déchus, rebellés contre l'autorité divine, qui veulent entraîner l'homme vers le mal.
Le positivisme d'Auguste Comte, selon sa loi des trois états, fait entrer la croyance aux esprits dans l'époque ou la conception les plus reculées, celle de l'état théologique, plus précisément dans sa deuxième phase, le polythéisme, où "la vie est enfin retirée aux objets matériels, pour être mystérieusement transportée à divers êtres fictifs, habituellement invisibles, dont l'active intervention continue devient désormais la source de tous les phénomènes extérieurs, et même ensuite des phénomènes humains".